# Radar Base (Texas)
Radar Base es un lugar designado por el censo ubicado en el condado de Maverick en el estado estadounidense de Texas. En el Censo de 2010 tenía una población de 762 habitantes y una densidad poblacional de 264,82 personas por km².

## Geografía
Radar Base se encuentra ubicado en las coordenadas 28°51′20″N 100°32′8″O / 28.85556, -100.53556. Según la Oficina del Censo de los Estados Unidos, Radar Base tiene una superficie total de 2.88 km², de la cual 2.87 km² corresponden a tierra firme y (0.27%) 0.01 km² es agua.

## Demografía
Según el censo de 2010, había 762 personas residiendo en Radar Base. La densidad de población era de 264,82 hab./km². De los 762 habitantes, Radar Base estaba compuesto por el 91.47% blancos, el 0.13% eran afroamericanos, el 0% eran amerindios, el 1.57% eran asiáticos, el 0% eran isleños del Pacífico, el 6.3% eran de otras razas y el 0.52% pertenecían a dos o más razas. Del total de la población el 95.8% eran hispanos o latinos de cualquier raza.